# AFC Nové Mesto nad Váhom
Atleticko-futbalový club Nové Mesto nad Váhom w skrócie AFC Nové Mesto nad Váhom – słowacki klub piłkarski, grający w trzeciej lidze słowackiej, mający siedzibę w mieście Nowe Miasto nad Wagiem.

## Historia
Klub został założony w 1922 roku. Za czasów istnienia Czechosłowacji największym sukcesem klubu był awans do trzeciej ligi czechosłowackiej. Grał w niej w latach 1962-1965 i 1985-1990. Z kolei po rozpadzie Czechosłowacji najpierw grał w czwartej, a później w trzeciej lidze słowackiej. W sezonie 2014/2015 awansował do drugiej ligi. Spadł z niej w sezonie 2017/2018.

## Historyczne nazwy
- 1922 – ŠK Nové Mesto nad Váhom (Športový klub Nové Mesto nad Váhom)
- 1928 – ŠK Slávia Nové Mesto nad Váhom (Športový klub Slávia Nové Mesto nad Váhom)
- 1932 – AC Nové Mesto nad Váhom (Atletický club Nové Mesto nad Váhom)
- 1952 – DŠO Tatran Nové Mesto nad Váhom (Dobrovoľná športová organizácia Tatran Nové Mesto nad Váhom)
- 1958 – TJ Považan Nové Mesto nad Váhom (Telovýchovná jednota Považan Nové Mesto nad Váhom)
- 1994 – AFC VTJ Považan Nové Mesto nad Váhom (Atleticko-futbalový club Vojenská telovýchovná jednota Považan Nové Mesto nad Váhom)
- 2002 – AFC Nové Mesto nad Váhom (Atleticko-futbalový club Nové Mesto nad Váhom)

## Stadion
Domowe mecze klub rozgrywa na stadionie o nazwie Areál AFC Považan, położonym w mieście Nowe Miasto nad Wagiem. Stadion może pomieścić 4500 widzów.